# Taille du verre

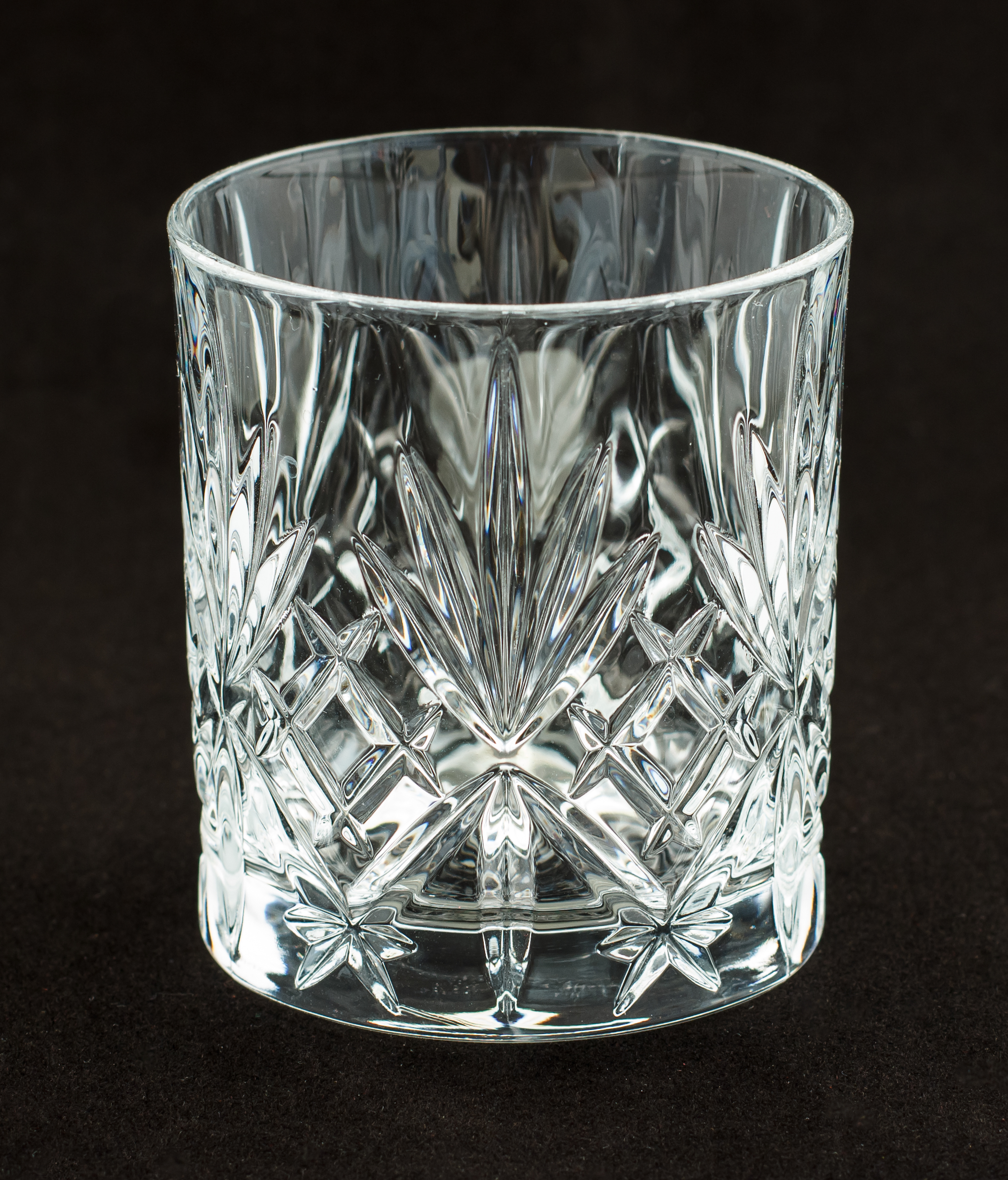
Exemple de travail en verre taillé

La taille du verre désigne le travail à froid sur le verre qui consiste à créer des motifs décoratifs par le retrait de matière. 
La taille se décompose en cinq étapes : le flettage ou dépontillage qui consiste à égaliser et polir la coupe à l'aide d'une bande abrasive, le compassage ou traçage à l'encre de points de repères, l'ébauchage à la meule. 
La taille proprement dite consiste à creuser le verre avec des meules de carborundum, de grès ou de diamant de différents gabarits pour créer des reliefs ou des creux formant des motifs. La finition est apportée par le polissage avec une meule en caoutchouc pour la transparence et une meule en feutre pour la brillance.